# Zoravan
Zoravan (in armeno Զորավան?, in passato Pokravan) è un comune dell'Armenia di 1 566 abitanti (2008) della provincia di Kotayk'.